# أوستاشا
كانت أوستاشا – الحركة الثورية الكرواتية (باللغة الكرواتية: Ustaša – Hrvatski revolucionarni pokret) منظمة فاشية وإرهابية كرواتية نشطت، كمنظمة واحدة، في الفترة ما بين عامي 1929 و1945. قتل أعضاؤها الآلاف من الصرب واليهود والغجر والمعارضين السياسيين في المسرح اليوغوسلافي للحرب العالمية الثانية. عُرفت المنظمة، بشكل خاص، بأساليب الإعدام الوحشية والسادية التي غالبًا ما كانت تشمل التعذيب وتقطيع الأعضاء.
استندت الأوستاشا في إيدولوجيتها على السياسة العنصرية لألمانيا النازية. اعتبرت منظمة أوستاشا، تمامًا كما فعلت الحركة النازية، اليهودَ والغجر والشعوب السلافية شعوبًا دون بشرية (أونترمينش). أيد أعضاء منظمة أوستاشا مزاعم المنظرين العرقيين الألمان المتمثلة بإنكار انتماء الكرواتيين إلى الشعوب السلافية، بل نسبهم إلى العرق الجرماني. مع ذلك، اعتبرت منظمة أوستاشا البوشناق «كرواتًا مسلمين» غير سلافيين، ولذلك، لم تُقدِم أوستاشا على اضطهاد البوشناق المسلمين على أساس العرق.
بالإضافة إلى السياسة العنصرية لألمانيا النازية، تبنت إيديولوجية منظمة أوستاشا الأفكار الفاشية والكاثوليكية الرومانية والقومية الكرواتية. دعمت منظمة أوستاشا إقامةَ دولة كرواتيا الكبرى التي تمتد بين نهر درينا وحتى حدود بلغراد. شددت الحركة على ضرورة بناء كرواتيا «النقية» عنصريًا، وشجعت على إبادة الصرب واليهود والغجر بشكل جماعي، وعلى اضطهاد الكروات والبوشناق المناهضين للفاشية أو المنشقين عنها.
اعتنقت منظمة أوستاشا المسيحيةَ الرومانية الكاثوليكية والإسلام كديانتين للكرواتيين والبوسنيين، فيما أدانت المنظمةُ المسيحيةَ الأرثوذكسية، التي كانت الديانة الرئيسية للصرب. ارتبطت الكاثوليكية الرومانية بالقومية الكرواتية، في الوقت الذي أشادت به منظمة أوستاشا بالدين الإسلامي الذي كان له أعداد كبيرة من الأتباع في البوسنة والهرسك، باعتباره الدين الذي «يحافظ على نقاء دماء الكروات».
عندما تأسست منظمة أوستاشا عام 1930، كانت منظمةً قوميةً تسعى لإنشاءِ دولة كرواتية مستقلة. عندما وصلت أوستاشا إلى السلطة في دولة كرواتيا المستقلة، التي كانت شبه محمية أنشأتها إيطاليا الفاشية وألمانيا النازية خلال الحرب العالمية الثانية، أصبح جناحها العسكري جيشَ دولة كرواتيا المستقلة وأُطلق عليه اسم «ميليشيا الأوستاشا، بالكرواتية: Ustaška vojnica». مع ذلك، لم تتلق المنظمة دعمًا كبيرًا من الكرواتيين العاديين. كان نظام أوستاشا مدعومًا من بعض السكان الكرواتيين الذين شعروا، خلال فترة ما بين الحربين، بالاضطهاد في يوغوسلافيا التي كانت تحت السيطرة الصربية. فقدت أوستاشا معظم الدعم الذي حصدته بعد وصولها للسلطة في دولة كرواتيا المستقلة، وذلك بسبب ممارساتها الوحشية ضد الأونترميش.
عملت الحركة كمنظمة إرهابية قبل الحرب العالمية الثانية، ولكن، عُينت المنظمة، في شهر أبريل من عام 1941، لحكم جزء من يوغسلافيا المحتلة من قبل دول المحور، على أنّها دولة كرواتيا المستقلة، التي وُصِفت بأنها شبه محمية إيطالية ألمانية، وبأنها دولة دمية تابعة لألمانيا النازية.

## الاسم
كلمة أوستاشا (بالكرواتية: ustaša) مشتقة من الفعل ustati بمعنى النهوض. وكانت «بوكي أوستاشا»، (بالكرواتية Pučki-ustaša) رتبةً عسكرية في الحرس الوطني الإمبراطوري الكرواتي (في الفترة بين عامي 1868و 1918). كان مصطلح أوستاشا بحد ذاته اسمًا لفوج المشاة الكرواتية من الدرجة الثالثة خلال الحرب العالمية الأولى بين عامي 1914 و1918. تعتبر كلمة ustanici (أوستانيشي)، بمعنى متمرد أو ثائر، كلمة أخرى مشتقة من الكلمة الأصل ustati. لم تكن كلمة أوستاشا تحمل دلالات فاشية خلال السنوات الأولى من ظهور مملكة يوغوسلافيا، فقد استُخدم المصطلح نفسه في الهرسك للدلالة على متمردي انتفاضة الهرسك (التي اندلعت في صيف عام 1875). ظهر الاسم الأصلي الكامل للمنظمة (أوستاشا – المنظمة الثورية الكرواتية) باللغة الكرواتية: (Ustaša – Hrvatska revolucionarna organizacija) في شهر أبريل من عام 1931، تغير اسم المنظمة في عام 1933 إلى (أوستاشا – الحركة الثورية الكرواتية)، وباللغة الكرواتية: (Ustaša – Hrvatski revolucionarni pokret)، وهو الاسم التي احتفظت به المنظمة حتى الحرب العالمية الثانية. في اللغة الإنجليزية، تستخدم الكلمات Ustasha وUstashe وUstashas وUstashi لوصف منظمة أوستاشا، أو لوصف أعضائها.

## إيديولوجية المنظمة

### الجذور الإيديولوجية
في القرن التاسع عشر، كان الناشط السياسي الكرواتي، آنتي ستارتشيفيتش، المؤيدُ للوحدة الكرواتية والاستقلال والمعارض لعائلة هابسبورغ الحاكمة والمناهض للحكم الصربي المتوقع، أحد أهم المؤثرين على الإيديولوجية القومية الكرواتية لمنظمة أوستاشا. وضع ستارتشيفيتش تصوراتٍ للإقامة دولة كرواتيا الكبرى التي تشمل الأراضي التي يقطنها الصرب والبوسنيون والسلوفينيون، باعتبار البوسنيين والصرب كرواتيين بالأساس، لكنُهم حُوِّلوا إلى الديانة الإسلامية أو إلى المسيحية الأرثوذكسية، فيما اعتبر السلوفينيين «كرواتيي الجبال». ادّعى ستارتشيفيتش أن الوجود الصربي الواسع في الأراضي التي تُطالب بها كرواتيا الكبرى كان نتيجة للتوطين الأخير الذي حدث بتشجيع من حكام عائلة هابسبورغ ونتيجة لتدفق مجموعات عرقية كالفلاكس -الذين اعتنقوا المسيحية الأرثوذكسية وعرفوا عن أنفسهم على أنهم صربيون. أُعجب ستارتشيفيتش بالبوشناق، لأنهم تحولوا –حسب رأيه– إلى الديانة الإسلامية بهدف الحفاظ على الاستقلال الاقتصادي والسياسي للبوسنة ولكرواتيا تحت حكم الإمبراطورية العثمانية.
استخدمت منظمة أوستاشا نظريات ستارتشيفيتش للترويج لفكرة ضم البوسنة والهرسك إلى كرواتيا، واعترفت بوجود مكونين اثنين للشعب الكرواتي من الناحية العرقية والثقافية، وهما: الكاثوليك، والمسلمين. سعت منظمة أوستاشا لتقديم ستارتشيفيتش على أنه يملك أفكار ومعتقدات مرتبطة بأفكارهم.
روّجت منظمة أوستاشا لنظريات الدكتور ميلان شوفلاي، الذي يُعتقد بأنّه ادعى بكون كرواتيا «واحدة من أقوى متاريس الحضارة الغربية لعدة قرون»، وادّعى أيضًا ضياعها بعد اتحادها مع صربيا بعد تشكيل دولة يوغوسلافيا عام 1918.  قُتل شوفلاي في مدينة زغرب الكرواتية عام 1931 من قبل أنصار الحكومة.
قبلت منظمة أوستاشا أطروحة عام 1935 التي وضعها الراهب الفرانسيسكاني الأب كرونوسلاف دراغانوفيتش الذي ادعى تحويل العديد من الكاثوليك في جنوب الهرسك إلى المسيحية الأرثوذكسية في القرنين السادس عشر والسابع عشر، من أجل تبرير سياسة التحويل القسري للمسيحيين الأرثوذكس في المنطقة إلى الكاثوليكية.
تأثرت منظمة أوستاشا بشدة بالحركتين النازية الألمانية والفاشية الإيطالية. استند أنتي بافليتش في فكرته بإنشاء منصب بوغلافنيك إلى فكرة منصب الدوتشي المماثل الذي وضعه بينيتو موسليني ومنصب فورر الذي وضعه أدولف هتلر. عزّزت منظمة أوستاشا، مثلما فعل الفاشيون، من الاقتصاد النقابوي. سمح موسليني لبافليتش ولمنظمة أوستاشا باللجوء إلى إيطاليا بعد نفيهم من يوغوسلافيا. دخل بافليتش في مفاوضات مع إيطاليا الفاشية منذ عام 1927 تضمنت الدعوة إلى مبادلة الأراضي مقابل السيادة وهو ما يسمح لإيطاليا بضم أراضيها المزعومة في منطقة دالماسيا مقابل دعم إيطاليا لسيادة كرواتيا المستقلة.
كان دعم موسوليني لأوستاشيا مبنيًا على اعتبارات عملية كتعظيم النفوذ الإيطالي في البلقان وفي منطقة البحر الأدرياتيكي. تخلى موسوليني عن دعم منظمة أوستاشا، بعد عام 1937، مع ضعف النفوذ الفرنسي في أوروبا بعد إعادة تسليح ألمانيا لراينلاند وظهور حكومة شبه فاشبة في يوغوسلافيا تحت حكم ميلان ستوجادينوفيتش، في الفترة ما بين عامي 1937 و1939، وسعى إلى تحسين العلاقات مع يوغوسلافيا، خوفًا من أن يؤدي العداء المستمر مع يوغوسلافيا إلى دخول البلاد لنطاقِ نفوذ ألمانيا. 
أدى انهيار نظام ستوجادينوفيتش شبه الفاشي إلى استعادة دعم إيطاليا لمنظمة أوستاشا التي كانت تهدف إلى إنشاء كرواتيا المستقلة في اتحاد شخصي مع إيطاليا. مع ذلك، ازدادت مشاعر انعدام الثقة بمنظمة أوستاشا. أشار صهر موسوليني، ووزير الخارجية الإيطالي، الكونت غالباتسو تشانو، في مذكراته إلى أن «الدوق مستاء من بافليتش، لأنه يدعي كون الكرواتين من سلالة القوطيين، وسيكون لهذا تأثير كبير على جلبهم إلى الفلك الألماني».